# Три дня Кондора
«Три дня Кондора» (англ. Three Days of the Condor) — кинофильм, шпионский триллер режиссёра Сидни Поллака, вышедший на экраны в 1975 году. Экранизация романа американского писателя Джеймса Грэйди «Шесть дней Кондора». Главные роли исполнили Роберт Редфорд, Фэй Данауэй, Макс фон Сюдов и Клифф Робертсон.
Ныне считается[кем?] классикой шпионского жанра. Фильм номинировался на премию «Оскар» в категории «Лучший монтаж».

## Сюжет
Небольшая фирма в Нью-Йорке, состоящая из восьми сотрудников, занимается для ЦРУ сбором утечек информации в СМИ и в других открытых источниках о работе этой организации в различных регионах мира. Джо Тёрнер (служебный псевдоним — Кондор), сотрудник этой конторы, покидает офис на короткое время, чтобы купить сэндвичи для своих коллег во время обеденного перерыва. Из-за дождя он срезает путь и выходит из конторы через чёрный ход; это, в итоге, и спасает ему жизнь: вернувшись с обедами в контору, он обнаруживает, что все его сослуживцы кем-то хладнокровно и методично убиты — включая и девушку, которую он любил. Позже Тёрнер узнаёт, что был убит и тот сотрудник, который решил в этот день не выходить на работу — его убили дома, в постели.
Мотив этой бойни непонятен Кондору — он, хотя и был сотрудником ЦРУ, занимался, как и весь его отдел, сугубо бумажной работой и не имел дела с секретной документацией. Кондор связывается по телефону с начальством, докладывает о случившемся и просит встречу с представителями руководства. Руководство ЦРУ посылает на встречу с Кондором прилетевшего из Вашингтона агента Викса. Однако осторожный и осмотрительный Кондор уже при встрече внезапно понимает, что Викс планирует устранить его как ненужного свидетеля, используя как приманку его близкого друга. Тем не менее, Тёрнеру удаётся уцелеть, но теперь он понимает, что не может доверять своим коллегам из ЦРУ. На Кондора начинает охоту киллер Жубер со своими помощниками.
Кондор захватывает незнакомку по имени Кэти Хэйл и скрывается у неё в квартире, откуда он начинает самостоятельное расследование. В конце концов Тёрнер добирается до главы этого заговора и пытается выбить у него информацию. Ему удаётся выяснить, что его преследует тайная организация, созданная внутри ЦРУ, на чей след он, сам того не подозревая, напал в ходе своих изысканий в конторе. Цель тайной организации — исключить каналы утечки информации о финансировании США государственных переворотов и диктатур в странах третьего мира с целью доступа к их природным ресурсам. Но руководителя тайной организации неожиданно убивает Жубер, у которого теперь новый работодатель. Жубер ничего не имеет против Кондора и предупреждает, что всё равно рано или поздно его убьют. «Подъедет машина, в которой будет сидеть твой лучший друг, тебя заманят внутрь и дело с концом».
Спустя некоторое время Тёрнер встречает своего начальника Хиггинса. Хиггинс объясняет, хоть коллеги Тернера были убиты, но это было сделано для стратегической безопасности США. Тёрнер говорит ему, что письмо с описанием его расследования попадёт в редакцию «Нью-Йорк Таймс», у офиса которого они и находятся. Хиггинс возмущен и обвиняет Тернера в том, что он предал свою страну. «А вы уверены, что они его напечатают?» — спрашивает его Хиггинс. Джо Тернер теряется в толпе.

## В ролях
| Актёр           | Роль                                             |
| --------------- | ------------------------------------------------ |
| Роберт Редфорд  | Джозеф «Джо» Тёрнер (Кондор)                     |
| Фэй Данауэй     | Кэти Хейл                                        |
| Клифф Робертсон | Хиггинс                                          |
| Макс фон Сюдов  | Жубер                                            |
| Джон Хаусман    | Уобаш                                            |
| Тина Чен        | Дженис Чонг                                      |
| Эддисон Пауэлл  | Леонард Этвуд                                    |
| Уолтер Макгинн  | Сэм Барбер                                       |
| Майкл Кейн      | Викс (англ.: S.W. Wicks)                         |
| Расселл Джонсон | офицер разведки на брифинге (в титрах не указан) |
| Сидни Поллак    | Бен (бойфренд Кэтти; в титрах не указан)         |
| Джесс Осуна     | майор                                            |
| Хелен Стенборг  | миссис Рас                                       |
| Горман, Патрик  | Мартин                                           |
| Хэнсфорд Роу    | Дженнингс                                        |
| Карлин Глинн    | Мэй Барбер                                       |
| Хэнк Гарретт    | почтальон                                        |
| Дороти Фокс     | медсестра                                        |
| Джеймс Кин      | продавец в магазине                              |

Также в фильме снимались:
- Дон Макгенри — доктор Лаппе
- Майкл Миллер — Фаулер
- Дино Нариццано — Гарольд

## Производство
Фильм снимался в различных местах Нью-Йорка (включая Всемирный торговый центр, 55 East 77th Street, Бруклин-Хайтс, Ансония (англ.) и Центральный парк), Нью-Джерси (Терминал Хобокена англ.) и Вашингтоне (Национальная аллея).

## Прокат
В Великобритании, Канаде и США фильм вышел в прокат 25 сентября 1975 года, в Японии — 29 ноября 1975 года, в Аргентине — 8 апреля 1976 года, в Республике Корея — 1 января 1990 года.
Фильм демонстрировался в СССР в 1981 году.

## Приём

### Кассовые сборы
Фильм собрал 8 925 000 долларов от кинопроката в Северной Америке.

### Критика
- Сайт-агрегатор рецензий Rotten Tomatoes сообщил, что 87 % из 45 опрошенных критиков дали фильму положительные отзывы, а средняя оценка составила 7,24 / 10. Консенсус сайта единодушно согласился: «Этот пост-уотергейтский триллер отражает параноидальный настрой времени благодаря чёткому руководству Сидни Поллака и отличной игре Роберта Редфорда и Фэй Данауэй»[10].
- Сразу же после выхода фильм получил положительную оценку критика The New York Times Винсента Кэнби, который написал, что фильм «не подходит для историй в вашей местной газете», но он выигрывает благодаря хорошей игре и режиссуре.
- Variety назвал его фильмом категории B, который имел большой бюджет, несмотря на отсутствие содержания[11].
- Роджер Эберт писал: «Три дня Кондора — это хорошо сделанный триллер, напряжённый и увлекательный, и самое страшное в эти месяцы после Уотергейта — что всё это слишком правдоподобно»[12].

## Награды
- 1976 — специальная премия Давид ди Донателло за режиссуру (Сидни Поллак)
- 1976 — премия Эдгара Аллана По за лучший художественный фильм (Лоренцо Семпл и Дэвид Рэйфил)
- 1976 — номинация на премию «Золотой Глобус» лучшей драматической актрисе (Фэй Данауэй)
- 1976 — номинация на премию «Оскар» за лучший монтаж (Фредерик Стейнкамп и Дон Гвидис)
- 1977 — номинация на премию «Грэмми» за лучший оригинальный альбом-саундтрек (Дэйв Грузин)